# Copa Libertadores da América de 1989
A Copa Libertadores da América de 1989 foi a 30.ª edição da competição de futebol realizada todos os anos pela Confederação Sul-Americana de Futebol (CONMEBOL). Equipes das dez associações sul-americanas participaram do torneio. A partir desta edição, entrou em vigor um novo sistema de disputa que durou até a 1999: cinco grupos com quatro equipes cada avançando os três primeiros para a próxima fase, sendo que o campeão do ano anterior avançava diretamente para as oitavas de final.
O Atlético Nacional, da Colômbia, conquistou o título, sendo o primeiro clube desse país a conseguir tal feito, ao superar o Olimpia, do Paraguai, após derrota em Assunção por 2–0, vitória em Bogotá por 2 a 0 e nos pênaltis por 5–4.
Com o título, o clube pôde disputar a Copa Intercontinental de 1989, contra o Milan, da Itália, campeão da Liga dos Campeões da UEFA de 1988–89.

## Equipes classificadas
| País                                | Equipe            | Classificação                                      |
| ----------------------------------- | ----------------- | -------------------------------------------------- |
| Argentina · (2 vagas)               | Racing            | Campeão do Campeonato Argentino 1988               |
| Argentina · (2 vagas)               | Boca Juniors      | Campeão da Pré-Libertadores 1988                   |
| Bolívia · (2 vagas)                 | Bolívar           | Campeão do Campeonato Boliviano 1988               |
| Bolívia · (2 vagas)                 | The Strongest     | Vice-campeão do Campeonato Boliviano 1988          |
| Brasil · (2 vagas)                  | Bahia             | Campeão do Campeonato Brasileiro 1988              |
| Brasil · (2 vagas)                  | Internacional     | Vice-campeão do Campeonato Brasileiro 1988         |
| Chile · (2 vagas)                   | Cobreloa          | Campeão do Campeonato Chileno 1988                 |
| Chile · (2 vagas)                   | Colo-Colo         | Vice-campeã do Campeonato Chileno 1988             |
| Colômbia · (2 vagas)                | Millonarios       | Campeão do Campeonato Colombiano 1988              |
| Colômbia · (2 vagas)                | Atlético Nacional | Vice-campeão do Campeonato Colombiano 1988         |
| Equador · (2 vagas)                 | Emelec            | Campeão do Campeonato Equatoriano 1988             |
| Equador · (2 vagas)                 | Deportivo Quito   | Vice-campeão do Campeonato Equatoriano 1988        |
| Paraguai · (2 vagas)                | Olimpia           | Campeão do Campeonato Paraguaio 1988               |
| Paraguai · (2 vagas)                | Sol de América    | Vice-campeão do Campeonato Paraguaio 1988          |
| Peru · (2 vagas)                    | Sporting Cristal  | Campeão do Campeonato Descentralizado 1988         |
| Peru · (2 vagas)                    | Universitario     | Vice-campeão da Pré-Libertadores 1988              |
| Uruguai · (2 vagas + atual campeão) | Nacional          | Campeão da Libertadores 1988                       |
| Uruguai · (2 vagas + atual campeão) | Peñarol           | Campeão da Mini-Liga Pré-Libertadores de 1988      |
| Uruguai · (2 vagas + atual campeão) | Danubio           | Vice-campeão da Mini-Liga Pré-Libertadores de 1988 |
| Venezuela · (2 vagas)               | Marítimo          | Campeão do Campeonato Venezuelano 1988             |
| Venezuela · (2 vagas)               | Deportivo Táchira | Vice-campeão do Campeonato Venezuelano 1988        |

## Fase de grupos
A fase de grupos foi disputada entre 12 de fevereiro e 31 de março. As três melhores equipes de cada grupo se classificaram para a fase final. O Nacional, do Uruguai, classsificou-se diretamente às oitavas-de-final, por ter sido o campeão de 1988. Em caso de empate, uma partida de desempate seria realizada para determinar a classificação.

### Grupo 1
| Equipe         | Pts | J | V | E | D | GP | GC | SG |
| -------------- | --- | - | - | - | - | -- | -- | -- |
| Cobreloa       | 8   | 6 | 3 | 2 | 1 | 7  | 4  | +3 |
| Sol de América | 6   | 6 | 2 | 2 | 2 | 7  | 8  | -1 |
| Olimpia        | 5   | 6 | 2 | 1 | 3 | 8  | 9  | -1 |
| Colo-Colo      | 5   | 6 | 2 | 1 | 3 | 7  | 8  | -1 |

|                | COB | SOL | OLI | COL |
| -------------- | --- | --- | --- | --- |
| Cobreloa       | –   | 1–0 | 2–0 | 2–2 |
| Sol de América | 0–0 | –   | 5–4 | 1–0 |
| Olimpia        | 2–0 | 0–0 | –   | 2–0 |
| Colo-Colo      | 0–2 | 3–1 | 2–0 | –   |

### Grupo 2
| Equipe            | Pts | J | V | E | D | GP | GC | SG |
| ----------------- | --- | - | - | - | - | -- | -- | -- |
| Bahia             | 10  | 6 | 4 | 2 | 0 | 11 | 5  | +6 |
| Deportivo Táchira | 7   | 6 | 3 | 1 | 2 | 7  | 8  | -1 |
| Internacional     | 5   | 6 | 2 | 1 | 3 | 8  | 6  | +2 |
| Marítimo          | 2   | 6 | 0 | 2 | 4 | 3  | 10 | -7 |

|                   | BAH | TAC | INT | MAR |
| ----------------- | --- | --- | --- | --- |
| Bahia             | –   | 4–1 | 1–0 | 3–2 |
| Deportivo Táchira | 1–1 | –   | 1–0 | 2–0 |
| Internacional     | 1–2 | 3–1 | –   | 3–0 |
| Marítimo          | 0–0 | 0–2 | 1–1 | –   |

### Grupo 3
| Equipe            | Pts | J | V | E | D | GP | GC | SG |
| ----------------- | --- | - | - | - | - | -- | -- | -- |
| Millonarios       | 10  | 6 | 4 | 2 | 0 | 12 | 3  | +9 |
| Atlético Nacional | 7   | 6 | 2 | 3 | 1 | 8  | 7  | +1 |
| Deportivo Quito   | 4   | 6 | 1 | 2 | 3 | 4  | 7  | -3 |
| Emelec            | 3   | 6 | 1 | 1 | 4 | 4  | 11 | -7 |

|                   | MIL | ATN | DQU | EME |
| ----------------- | --- | --- | --- | --- |
| Millonarios       | –   | 1–1 | 3–1 | 4–1 |
| Atlético Nacional | 0–2 | –   | 2–1 | 3–1 |
| Deportivo Quito   | 0–0 | 1–1 | –   | 1–0 |
| Emelec            | 0–2 | 1–1 | 1–0 | –   |

### Grupo 4
| Equipe           | Pts | J | V | E | D | GP | GC | SG |
| ---------------- | --- | - | - | - | - | -- | -- | -- |
| Boca Juniors     | 7   | 6 | 3 | 1 | 2 | 9  | 7  | +2 |
| Racing           | 7   | 6 | 3 | 1 | 2 | 9  | 6  | +3 |
| Universitario    | 6   | 6 | 3 | 0 | 3 | 7  | 6  | +1 |
| Sporting Cristal | 4   | 6 | 2 | 0 | 4 | 6  | 12 | -6 |

|                  | BOC | RAC | UNI | SCR |
| ---------------- | --- | --- | --- | --- |
| Boca Juniors     | –   | 3–2 | 2–0 | 4–3 |
| Racing           | 0–0 | –   | 2–0 | 2–0 |
| Universitario    | 1–0 | 2–1 | –   | 4–0 |
| Sporting Cristal | 1–0 | 1–2 | 1–0 | –   |

### Grupo 5
| Equipe        | Pts | J | V | E | D | GP | GC | SG |
| ------------- | --- | - | - | - | - | -- | -- | -- |
| Peñarol       | 7   | 6 | 3 | 1 | 2 | 11 | 9  | +2 |
| Danubio       | 6   | 6 | 3 | 0 | 3 | 7  | 7  | 0  |
| Bolívar       | 6   | 6 | 2 | 2 | 2 | 6  | 7  | -1 |
| The Strongest | 5   | 6 | 1 | 3 | 2 | 3  | 4  | -1 |

|               | PEN | DAN | BOL | STR |
| ------------- | --- | --- | --- | --- |
| Peñarol       | –   | 2–0 | 5–0 | 1–1 |
| Danubio       | 4–1 | –   | 1–0 | 1–0 |
| Bolívar       | 3–0 | 3–1 | –   | 0–0 |
| The Strongest | 1–2 | 1–0 | 0–0 | –   |

## Fase final
|  | Oitavas de final     | Oitavas de final        | Oitavas de final | Oitavas de final |       |                   | Quartas de final | Quartas de final | Quartas de final | Quartas de final |  |               | Semifinais      | Semifinais      | Semifinais      | Semifinais      |         |   | Final           | Final           | Final           | Final           |
|  | 5 e 12 de abril      | 5 e 12 de abril         | 5 e 12 de abril  | 5 e 12 de abril  |       |                   | 19 e 26 de abril | 19 e 26 de abril | 19 e 26 de abril | 19 e 26 de abril |  |               | 10 e 17 de maio | 10 e 17 de maio | 10 e 17 de maio | 10 e 17 de maio |         |   | 24 e 31 de maio | 24 e 31 de maio | 24 e 31 de maio | 24 e 31 de maio |
|  |                      |                         |                  |                  |       |                   |                  |                  |                  |                  |  |               |                 |                 |                 |                 |         |   |                 |                 |                 |                 |
|  | Olimpia (pen)        | 2                       | 3                | 5 (7)            |       |                   |                  |                  |                  |                  |  |               |                 |                 |                 |                 |         |   |                 |                 |                 |                 |
|  | Boca Juniors         | 0                       | 5                | 5 (6)            |       |                   |                  |                  |                  |                  |  |               |                 |                 |                 |                 |         |   |                 |                 |                 |                 |
|  | Boca Juniors         | 0                       | 5                | 5 (6)            |       | Olimpia           | 2                | 4                | 6                |                  |  |               |                 |                 |                 |                 |         |   |                 |                 |                 |                 |
|  |                      |                         |                  |                  |       | Olimpia           | 2                | 4                | 6                |                  |  |               |                 |                 |                 |                 |         |   |                 |                 |                 |                 |
|  |                      | Sol de América          | 0                | 4                | 4     |                   |                  |                  |                  |                  |  |               |                 |                 |                 |                 |         |   |                 |                 |                 |                 |
|  | Sol de América (pen) | Sol de América          | 0                | 4                | 4     | 3                 | 0                | 3 (3)            |                  |                  |  |               |                 |                 |                 |                 |         |   |                 |                 |                 |                 |
|  | Sol de América (pen) |                         |                  |                  |       | 3                 | 0                | 3 (3)            |                  |                  |  |               |                 |                 |                 |                 |         |   |                 |                 |                 |                 |
|  | Deportivo Táchira    | 0                       | 3                | 3 (2)            |       |                   |                  |                  |                  |                  |  |               |                 |                 |                 |                 |         |   |                 |                 |                 |                 |
|  | Deportivo Táchira    | 0                       | 3                | 3 (2)            |       |                   |                  |                  |                  |                  |  | Olimpia (pen) | 0               | 3               | 3 (5)           |                 |         |   |                 |                 |                 |                 |
|  |                      |                         |                  |                  |       |                   |                  |                  |                  |                  |  | Olimpia (pen) | 0               | 3               | 3 (5)           |                 |         |   |                 |                 |                 |                 |
|  |                      | Internacional           | 1                | 2                | 3 (3) |                   |                  |                  |                  |                  |  |               |                 |                 |                 |                 |         |   |                 |                 |                 |                 |
|  | Internacional        | Internacional           | 1                | 2                | 3 (3) | 6                 | 2                | 8                |                  |                  |  |               |                 |                 |                 |                 |         |   |                 |                 |                 |                 |
|  | Internacional        |                         |                  |                  |       | 6                 | 2                | 8                |                  |                  |  |               |                 |                 |                 |                 |         |   |                 |                 |                 |                 |
|  | Peñarol              | 2                       | 1                | 3                |       |                   |                  |                  |                  |                  |  |               |                 |                 |                 |                 |         |   |                 |                 |                 |                 |
|  | Peñarol              | 2                       | 1                | 3                |       | Internacional     | 1                | 0                | 1                |                  |  |               |                 |                 |                 |                 |         |   |                 |                 |                 |                 |
|  |                      |                         |                  |                  |       | Internacional     | 1                | 0                | 1                |                  |  |               |                 |                 |                 |                 |         |   |                 |                 |                 |                 |
|  |                      | Bahia                   | 0                | 0                | 0     |                   |                  |                  |                  |                  |  |               |                 |                 |                 |                 |         |   |                 |                 |                 |                 |
|  | Universitario        | Bahia                   | 0                | 0                | 0     | 1                 | 1                | 2                |                  |                  |  |               |                 |                 |                 |                 |         |   |                 |                 |                 |                 |
|  | Universitario        |                         |                  |                  |       | 1                 | 1                | 2                |                  |                  |  |               |                 |                 |                 |                 |         |   |                 |                 |                 |                 |
|  | Bahia                | 1                       | 2                | 3                |       |                   |                  |                  |                  |                  |  |               |                 |                 |                 |                 |         |   |                 |                 |                 |                 |
|  | Bahia                | 1                       | 2                | 3                |       |                   |                  |                  |                  |                  |  |               |                 |                 |                 |                 | Olimpia | 2 | 0               | 2 (4)           |                 |                 |
|  |                      |                         |                  |                  |       |                   |                  |                  |                  |                  |  |               |                 |                 |                 |                 |         | 2 | 0               | 2 (4)           |                 |                 |
|  |                      | Atlético Nacional (pen) | 0                | 2                | 2 (5) |                   |                  |                  |                  |                  |  |               |                 |                 |                 |                 |         |   |                 |                 |                 |                 |
|  | Deportivo Quito      | Atlético Nacional (pen) | 0                | 2                | 2 (5) | 0                 | 0                | 0                |                  |                  |  |               |                 |                 |                 |                 |         |   |                 |                 |                 |                 |
|  | Deportivo Quito      |                         |                  |                  |       | 0                 | 0                | 0                |                  |                  |  |               |                 |                 |                 |                 |         |   |                 |                 |                 |                 |
|  | Cobreloa             | 0                       | 1                | 1                |       |                   |                  |                  |                  |                  |  |               |                 |                 |                 |                 |         |   |                 |                 |                 |                 |
|  | Cobreloa             | 0                       | 1                | 1                |       | Cobreloa          | 0                | 1                | 1                |                  |  |               |                 |                 |                 |                 |         |   |                 |                 |                 |                 |
|  |                      |                         |                  |                  |       | Cobreloa          | 0                | 1                | 1                |                  |  |               |                 |                 |                 |                 |         |   |                 |                 |                 |                 |
|  |                      | Danubio                 | 2                | 2                | 4     |                   |                  |                  |                  |                  |  |               |                 |                 |                 |                 |         |   |                 |                 |                 |                 |
|  | Danubio              | Danubio                 | 2                | 2                | 4     | 0                 | 3                | 3                |                  |                  |  |               |                 |                 |                 |                 |         |   |                 |                 |                 |                 |
|  | Danubio              |                         |                  |                  |       | 0                 | 3                | 3                |                  |                  |  |               |                 |                 |                 |                 |         |   |                 |                 |                 |                 |
|  | Nacional             | 0                       | 1                | 1                |       |                   |                  |                  |                  |                  |  |               |                 |                 |                 |                 |         |   |                 |                 |                 |                 |
|  | Nacional             | 0                       | 1                | 1                |       |                   |                  |                  |                  |                  |  | Danubio       | 0               | 0               | 0               |                 |         |   |                 |                 |                 |                 |
|  |                      |                         |                  |                  |       |                   |                  |                  |                  |                  |  | Danubio       | 0               | 0               | 0               |                 |         |   |                 |                 |                 |                 |
|  |                      | Atlético Nacional       | 0                | 6                | 6     |                   |                  |                  |                  |                  |  |               |                 |                 |                 |                 |         |   |                 |                 |                 |                 |
|  | Atlético Nacional    | Atlético Nacional       | 0                | 6                | 6     | 2                 | 1                | 3                |                  |                  |  |               |                 |                 |                 |                 |         |   |                 |                 |                 |                 |
|  | Atlético Nacional    |                         |                  |                  |       | 2                 | 1                | 3                |                  |                  |  |               |                 |                 |                 |                 |         |   |                 |                 |                 |                 |
|  | Racing               | 0                       | 2                | 2                |       |                   |                  |                  |                  |                  |  |               |                 |                 |                 |                 |         |   |                 |                 |                 |                 |
|  | Racing               | 0                       | 2                | 2                |       | Atlético Nacional | 1                | 1                | 2                |                  |  |               |                 |                 |                 |                 |         |   |                 |                 |                 |                 |
|  |                      |                         |                  |                  |       | Atlético Nacional | 1                | 1                | 2                |                  |  |               |                 |                 |                 |                 |         |   |                 |                 |                 |                 |
|  |                      | Millonarios             | 0                | 1                | 1     |                   |                  |                  |                  |                  |  |               |                 |                 |                 |                 |         |   |                 |                 |                 |                 |
|  | Bolívar              | Millonarios             | 0                | 1                | 1     | 1                 | 2                | 3 (3)            |                  |                  |  |               |                 |                 |                 |                 |         |   |                 |                 |                 |                 |
|  | Bolívar              |                         |                  |                  |       | 1                 | 2                | 3 (3)            |                  |                  |  |               |                 |                 |                 |                 |         |   |                 |                 |                 |                 |
|  | Millonarios (pen)    | 0                       | 3                | 3 (4)            |       |                   |                  |                  |                  |                  |  |               |                 |                 |                 |                 |         |   |                 |                 |                 |                 |

## Final
Jogo de ida
| 24 de maio | Olimpia                      | 2 – 0 | Atlético Nacional | Estádio Defensores del Chaco, Assunção       |
|            | Bobadilla 36' · Sanabria 60' | Fonte |                   | Público: 45 000 Árbitro: José Roberto Wright |

Olimpia: Almeida, Miño, Benítez, Chamas e Krausemann; Sanabria (Balbuena), Guasch, Neffa e Bobadilla; Amarilla e Mendoza (González). Técnico: Luis Cubilla.
Atlético Nacional: Higuita, Gómez, Perea, Escobar e Villa (Carmona); Pérez, Alvarez, Fajardo e Alexis García; Usuriaga e Arango (Arboleda). Técnico: Francisco Maturana.
Jogo de volta
| 31 de maio | Atlético Nacional              | 2 – 0 | Olimpia | Estádio El Campín, Bogotá                    |
|            | Miño 46' (g.c.) · Usuriaga 65' | Fonte |         | Público: 50 000 Árbitro: Juan Carlos Loustau |

|                                                                          |     | Penalidades                                                              |  |
| Escobar Usuriaga Tréllez Alexis García Higuita Pérez Gómez Perea Álvarez | 5–4 | Almeida Benítez Chamas Mendoza Amarilla González Guash Balbuena Sanabria |  |

Atlético Nacional: Higuita, Carmona, Perea, Escobar e Gómez; Alvarez, Fajardo (Arboleda), Alexis García e Arango (Pérez); Usuriaga e Tréllez. Técnico: Francisco Maturana.
Olimpia: Almeida, Miño, Benítez, Chamas e Krausemann; Sanabria, Guasch, Neffa (González) e Bobadilla (Balbuena); Amarilla e Mendoza. Técnico: Luís Cubilla.
| Copa Libertadores da América de 1989  |
| ------------------------------------- |
| ATLÉTICO NACIONAL Campeão (1º título) |